# Yonaka
Yonaka ist eine britische Indie-Rock-Band, die 2014 in Brighton gegründet worden ist.

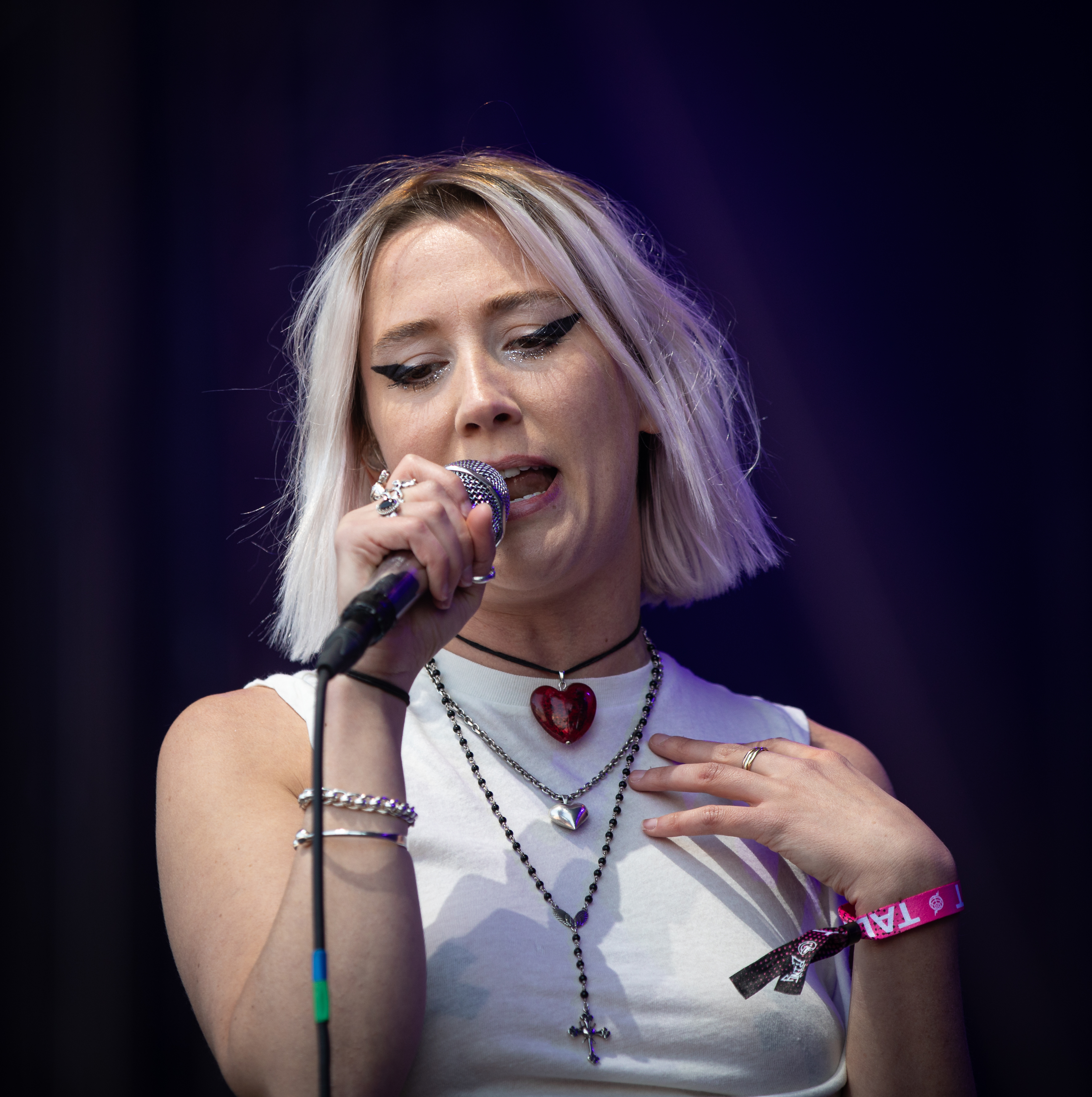
Theresa Jarvis live bei Rock am Ring 2023

## Geschichte
Theresa Jarvis, Alex Crosby, George Edward und Robert Mason lernten sich an der Universität in Brighton kennen. Sie gründeten die Band im Oktober 2014, nachdem sie alle die Universität verlassen hatten. Der Bandname YONAKA fußt auf dem japanischen Wort für Mitternacht. Sie veröffentlichten ihre erste Single Ignorance am 4. März 2016. Dieser Song wurde unter dem Namen Awake neu veröffentlicht auf ihrem Debütalbum. Nach zwei weiteren Singles (Drongo und Wouldn’t Wanna Be Ya) erschien am 6. Oktober 2017 ihre Debüt-EP Heavy.
Anfang 2018 traten sie bei Konzerten der Band The Amazons als Vorband auf. The Amazons veröffentlichten im Juni 2018 die Live-EP Come the Fire, Come the Evening; bei dem auf dieser EP enthaltenen Titel In My Mind wirken YONAKA mit. Im Mai 2018 folgte die Veröffentlichung der Single F.W.T.B. Der Remix dieses Songs von dem Musiker grandson ist auf dem Soundtrack des Films Fast & Furious: Hobbs & Shaw enthalten. Nach der Veröffentlichung ihrer zweiten EP Teach Me to Fight im August 2018 spielten sie im Oktober 2018 in den BBC Maida Vale Studios in London vier Titel ein, die in der BBC Radio 1’s Indie Show ausgestrahlt wurden. Im November 2018 erschien die dritte EP Creature. Im Herbst 2018 waren sie als Vorband von Bring Me the Horizon und Fever 333 auf Europa-Tournee.
Das Debütalbum Don’t Wait ’Til Tomorrow wurde am 31. Mai 2019 veröffentlicht. Es war eine Woche in den britischen Albumcharts gelistet und erreichte Platz 38. 2019 waren sie nominiert für den Award der englischen Zeitschrift Kerrang in der Kategorie Best British Breakthrough und bei den Heavy Music Awards in der Kategorie Best UK Breakthrough Band. Im Zuge der Veröffentlichung ihres Studioalbums gingen sie 2019 erstmals als Headliner auf Tournee mit Stationen in einigen europäischen Staaten.
Sie wirkten mit an dem Titel ±ªþ³§ (Tapes) der Band Bring Me the Horizon, der auf der im Dezember 2019 veröffentlichten EP Music to Listen To enthalten ist.
Im Mai 2020 veröffentlichen sie die EP Stripped Back, auf der Akustik-Versionen von drei Titeln ihres Debütalbums enthalten sind. Das Artwork der EP war das Ergebnis eines von der Band initiierten Wettbewerbs unter ihren Fans.
Das Album Seize The Power erschien am 15. Juli 2021. Zuvor waren die auf diesem Album enthaltenen Singles Seize the Power, Ordinary, Call Me A Saint und Raise Your Glass veröffentlicht worden. Die Titel des Albums produzierte die Band selbst.
Anfang des Jahres 2023 verließ der Schlagzeuger Robert Mason die Band.
Am 28. Juli 2023 wurde das Album Welcome To My House bei Republic Records veröffentlicht. Zu allen sieben Titeln des Albums wurden Videos hergestellt.

## Diskografie

### Studioalben
- Don’t Wait ’Til Tomorrow (31. Mai 2019, Asylum Records)
- Seize the Power (15. Juli 2021, Creature Records)
- Welcome to My House (28. Juli 2023, Republic Records)

### EPs
- Heavy (6. Oktober 2017, Asylum Records)
- Teach Me to Fight (17. August 2018, Asylum Records)
- Creature (9. November 2018, Asylum Records)
- Stripped Back (22. Mai 2020, Creature Records)

### Singles
- Ignorance (4. März 2016, Hometown Records)
- Drongo (11. November 2016, Hometown Records)
- Wouldn’t Wanna Be Ya (12. Mai 2017, Asylum Records)
- F.W.T.B. (11. Mai 2018, Asylum Records)
- Seize the Power (27. Januar 2021, Creature Records)
- Ordinary (11. März 2021, Creature Records)
- Call Me a Saint (6. Mai 2021, Creature Records)
- Raise Your Glass (16. Juni 2021, Creature Records)
- Panic (3. Februar 2023, Republic Records)
- Welcome to My House (31. März 2023, Republic Records)
- Give Me My Halo (30. Juni 2023, Republic Records)
- Predator (2. Januar 2024, Republic Records)

### Musikvideos
- Wouldn’t Wanna Be Ya[20]
- Bubblegum[21]
- Lose Our Heads[22]
- Rockstar[23]
- Don’t Wait ’Til Tomorrow[24]
- Seize the Power[25]